# Katholizismus im Kanton Solothurn
Die Geschichte des Katholizismus im Kanton Solothurn reicht bis in die Spätantike zurück.
Damals gehörte das Gebiet je zu Teilen zu den Bistümern Aventicum und Augusta Raurica, die bereits in spätrömischer Zeit installiert wurden. Die Bevölkerung auch dieser Region neigte jedoch noch lange Zeit dem Heidentum zu. Deshalb sollen Missionare wie Fridolin von Säckingen (im Schwarzbubenland) und Columban von Luxeuil (im Gäu) hier gepredigt haben. Einfache Holzkapellen standen schon mindestens seit dem 7. Jahrhundert in der Region, urkundlich sicher nachgewiesen in Biberist, Oberdorf SO, Schönenwerd und Zuchwil im 8. Jahrhundert, in Solothurn im 9. Jahrhundert. Der Schutzpatron der St. Michaels-Kapelle in Oberdorf weist in die Völkerwanderungs-Zeit zurück, was ein Indiz, allerdings kein schlüssiger Beweis ist, dass sie bereits damals dort stand. 
Seit dem Frühmittelalter war das Kantonsgebiet dann innerhalb durch drei Bistümer geteilt: Das Bistum Basel, welches ca. den Bereich östlich der Siggern und den nördlichen heutigen Kantonsteil umfasste, das Bistum Lausanne mit dem Gebiet westlich der Siggern sowie das Bistum Konstanz mit dem Gebiet südlich der Aare. Zu betonen ist, dass diese Bistümer natürlich weit über das heutige Kantonsgebiet hinausreichten. Ihre Grenzen folgten alten Gau- oder teils gar Fürstentums-Grenzen. Diese Konstellation blieb bis in die Frühneuzeit so erhalten. 
Es bildeten sich im Mittelalter im Kantonsgebiet auch mehrere geistliche Grundherrschaften heraus, an erster Stelle das Solothurner St. Ursenstift sowie das Stift Schönenwerd.
Einen starken Einschnitt auch in die solothurnische Kirchengeschichte bildete die Reformation. Sie hielt erst Einzug, als die Nachbarkantone Bern und Basel bereits definitiv zum neuen Glauben gewechselt hatten. Bis 1529 wurde ca. die Hälfte der Kantonsbevölkerung reformiert, in der Hauptstadt Solothurn sahen sich die Räte genötigt, dem Berner Reformator Berchtold Haller die Franziskanerkirche zur Predigt zu überlassen. Nach der Niederlage der Reformierten in der Schlacht bei Kappel setzte im Kanton eine Rekatholisierung ein, welche allerdings den unter Berner Schutz stehenden Bucheggberg nicht zu erfassen vermochte. Das entscheidende Rückzugsgefecht der Reformierten innerhalb der Solothurner Stadtmauern wurde im letzten Moment durch den Schultheissen Niklaus Wengi ohne Blutvergiessen verhindert. Zeugnis der hier in der Folge wirkenden Gegenreformation war z. B. das Erscheinen der Jesuiten.
1828 wurde Solothurn Bistumssitz des Bistums Basel. Das hatte zur Folge, dass die Stadt später weitgehend zum Zentrum des Schweizer Kulturkampfes zwischen Katholizismus und Liberalismus wurde. Er wurde hier ziemlich heftig geführt, in der Form etwa, dass der Bischof polizeilich aus dem Kanton ausgewiesen wurde und sich im Kanton Luzern niederlassen musste. Ferner wurde das St. Ursenstift behördlich aufgelöst, und Solothurner Exponenten waren massgeblich an der Abspaltung der christkatholischen Kirche vom römischen Katholizismus beteiligt. Im Kanton Solothurn wurde zudem eine Sonderregelung bezüglich Wahl des sich nach einiger Zeit wieder hier niederlassenden Bischofs eingeführt, die noch heute gültig ist: Die Kantonsregierung darf jeden vom Papst ernannten Kandidaten zurückweisen, falls er ihr nicht genehm ist.
Heute ist der gesamte Kanton Bestandteil nur noch des Bistums Basel. 